# Juan Diego Ramírez
Juan Diego Ramírez Calderón (La Ceja, 21 de julio de 1971) es un exciclista colombiano, ganador del Campeonato Panamericano de Ciclismo en Ruta y doble campeón del Clásico RCN.

## Palmarés
1992
- Clásica Santander[1]

1994
- Vuelta a Boyacá

1995
- Clásica de El Carmen de Viboral
- 2º en la Vuelta a Colombia, más una etapa y la clasificación combinada

1996
- 2º en la Vuelta a Boyacá
- Una etapa de la Vuelta a Colombia

1997
- 3º en el Clásico RCN
- Una etapa y la clasificación de la montaña en la Vuelta a Colombia

1998
- Clásica de El Carmen de Viboral
- Clasificación de la montaña en el Vuelta a Colombia

1999
- 3º en el Clásico RCN

2000
- Clásica de Fusagasugá
- Clásico RCN y clasificación de la montaña

2001
- Campeonato Panamericano de Ciclismo en Ruta
- 2º en la Vuelta a Colombia
- Clásico RCN

2003
- 2º en la Vuelta al Tolima

2005
- Una etapa de la Vuelta a Boyacá

2008
- Vuelta al Tolima, más una etapa

2014
- Una etapa de la Vuelta a Antioquia

## Resultados en lasgrandes vueltas
| Carrera         | 1996 | 1997 | 1998 | 1999 | 2000 | 2001 | 2002 |
| Tour de Francia | -    | -    | -    | -    | -    | -    | -    |
| Giro de Italia  | -    | -    | -    | -    | -    | -    | Ab.  |
| Vuelta a España | -    | 75°  | -    | -    | -    | -    | -    |

## Equipos
- Aguardiente Antioqueño - Lotería de Medellín (1993-1995)
- Gobernación de Antioquía - Lotería de Medellín (1996)
- Telecom Discado Directo Internacional - Flavia (1997)
- Aguardiente Antioqueña - Lotería de Medellín - EPM (1998)
- 05 Orbitel (1999-2001)
- Colombia - Selle Italia  (2002)
- 05 Orbitel - EPM (2006)
- EBSA - Coordinadora de Boyacá (2007)
- Indeportes Antioquia (2009)
- Aguardiente Antioqueño - Lotería de Medellín - IDEA (2013-2014)